# Bezirk Vevey
Der Bezirk Vevey (französisch District de Vevey) war bis zum 31. August 2006 eine Verwaltungseinheit im Kanton Waadt in der Schweiz. Hauptort war Vevey. Der Bezirk war in die vier Kreise (französisch cercles) Montreux, La Tour-de-Peilz, Vevey und Corsier aufgeteilt.
Der Bezirk bestand aus zehn Gemeinden, war 97,39 km² gross und zählte 70'566 Einwohner (Ende 2006).
| Name der Gemeinde       | Einwohner (31. Dez. 2006) | Fläche in km² | Einw. pro km² | Kreis (Cercle)   |
| ----------------------- | ------------------------- | ------------- | ------------- | ---------------- |
| Chardonne               | 2'747                     | 10,34         | 266           | Corsier          |
| Corseaux                | 2'078                     | 1,07          | 1942          | Corsier          |
| Corsier-sur-Vevey       | 3'125                     | 6,74          | 464           | Corsier          |
| Jongny                  | 1'403                     | 2,16          | 650           | Corsier          |
| Blonay                  | 5'392                     | 16,07         | 336           | La Tour-de-Peilz |
| La Tour-de-Peilz        | 10'478                    | 3,26          | 3214          | La Tour-de-Peilz |
| Saint-Légier-La Chiésaz | 4'443                     | 15,17         | 293           | La Tour-de-Peilz |
| Montreux                | 23'170                    | 33,41         | 694           | Montreux         |
| Veytaux                 | 803                       | 6,77          | 119           | Montreux         |
| Vevey                   | 16'927                    | 2,40          | 7053          | Vevey            |
| Bezirk Vevey (10)       | 70'566                    | 97,39         | 725           | (4)              |

## Veränderungen im Gemeindebestand

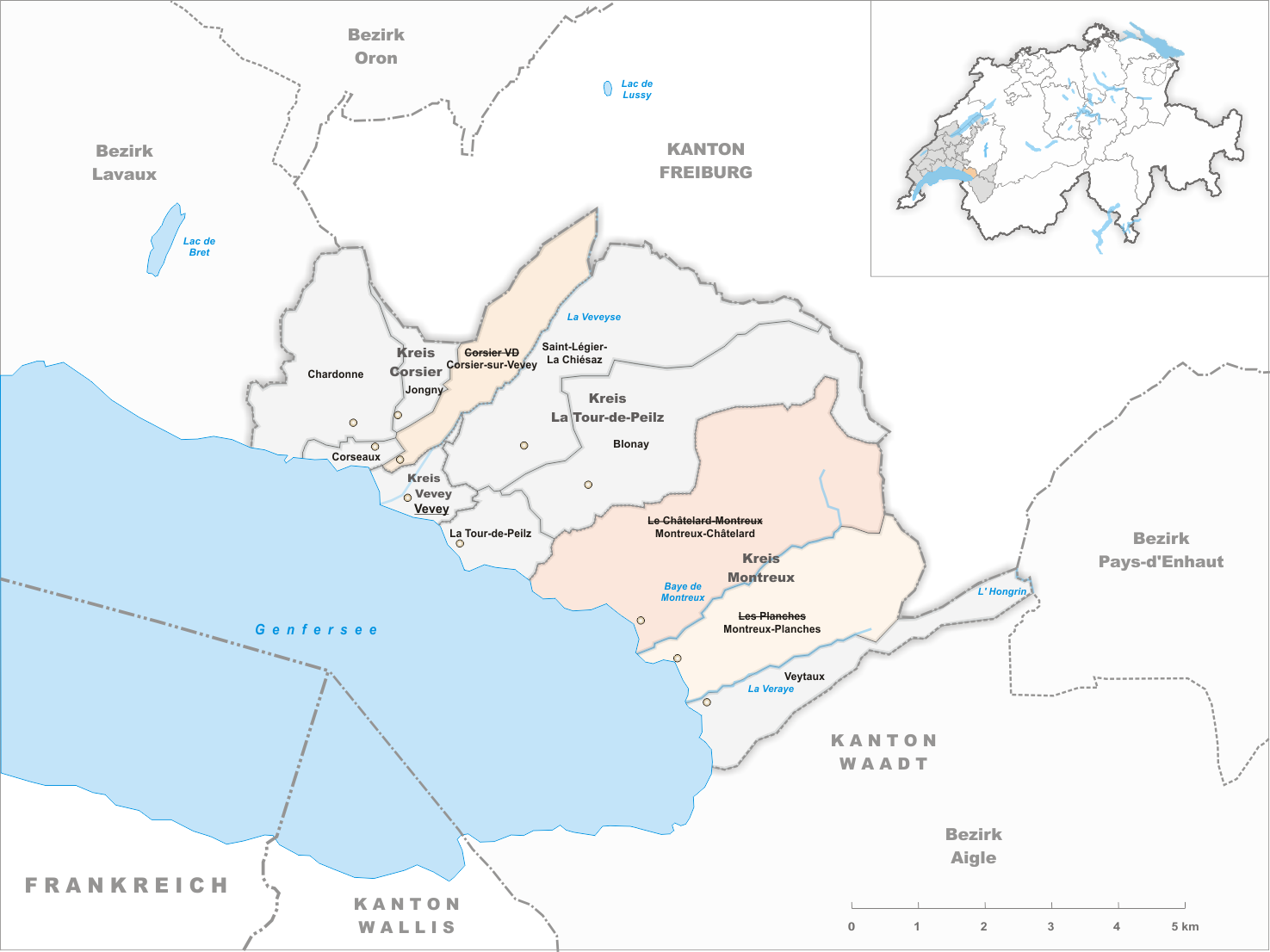
Gemeinden bis 1952
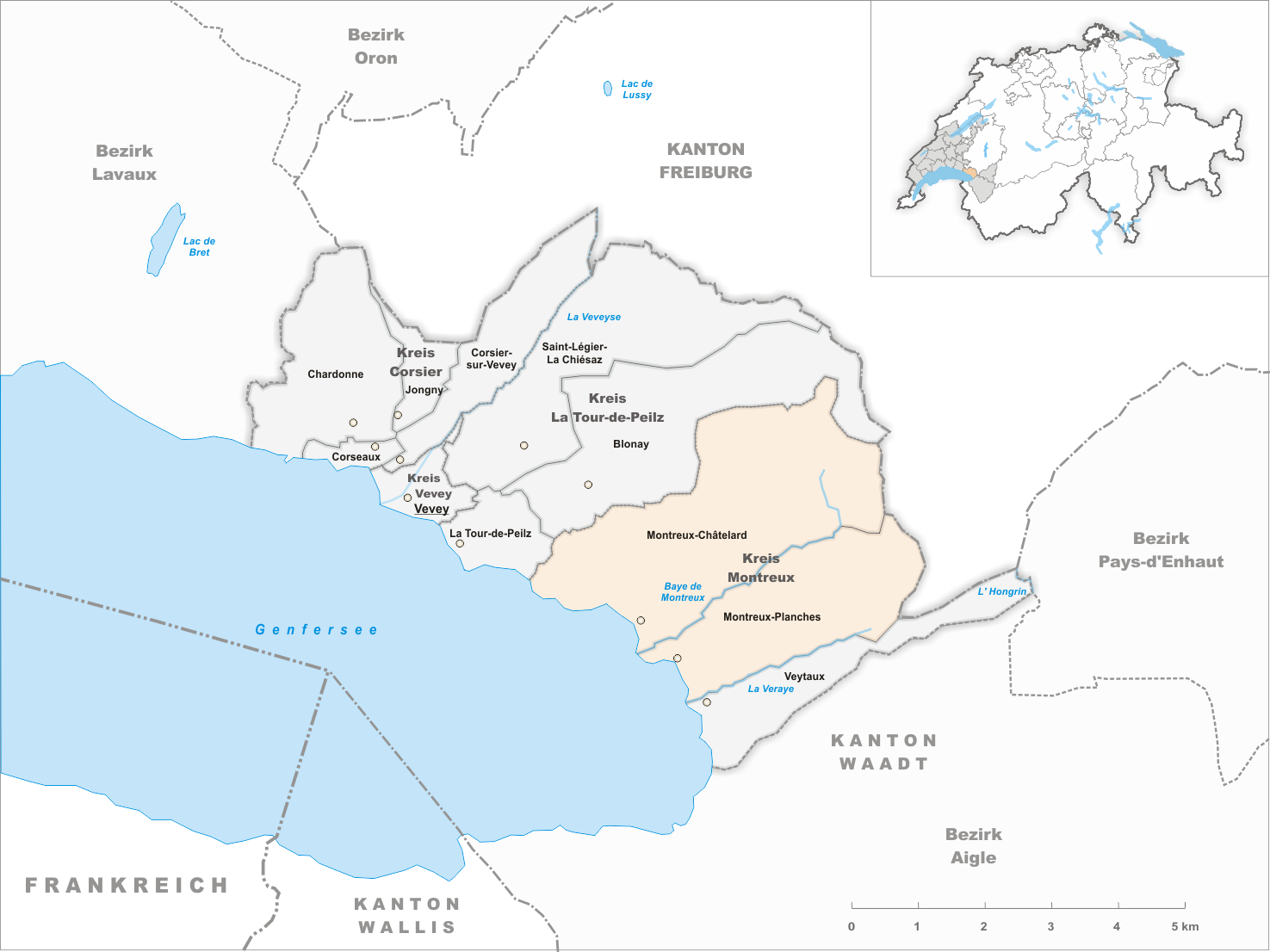
Gemeinden bis 1961
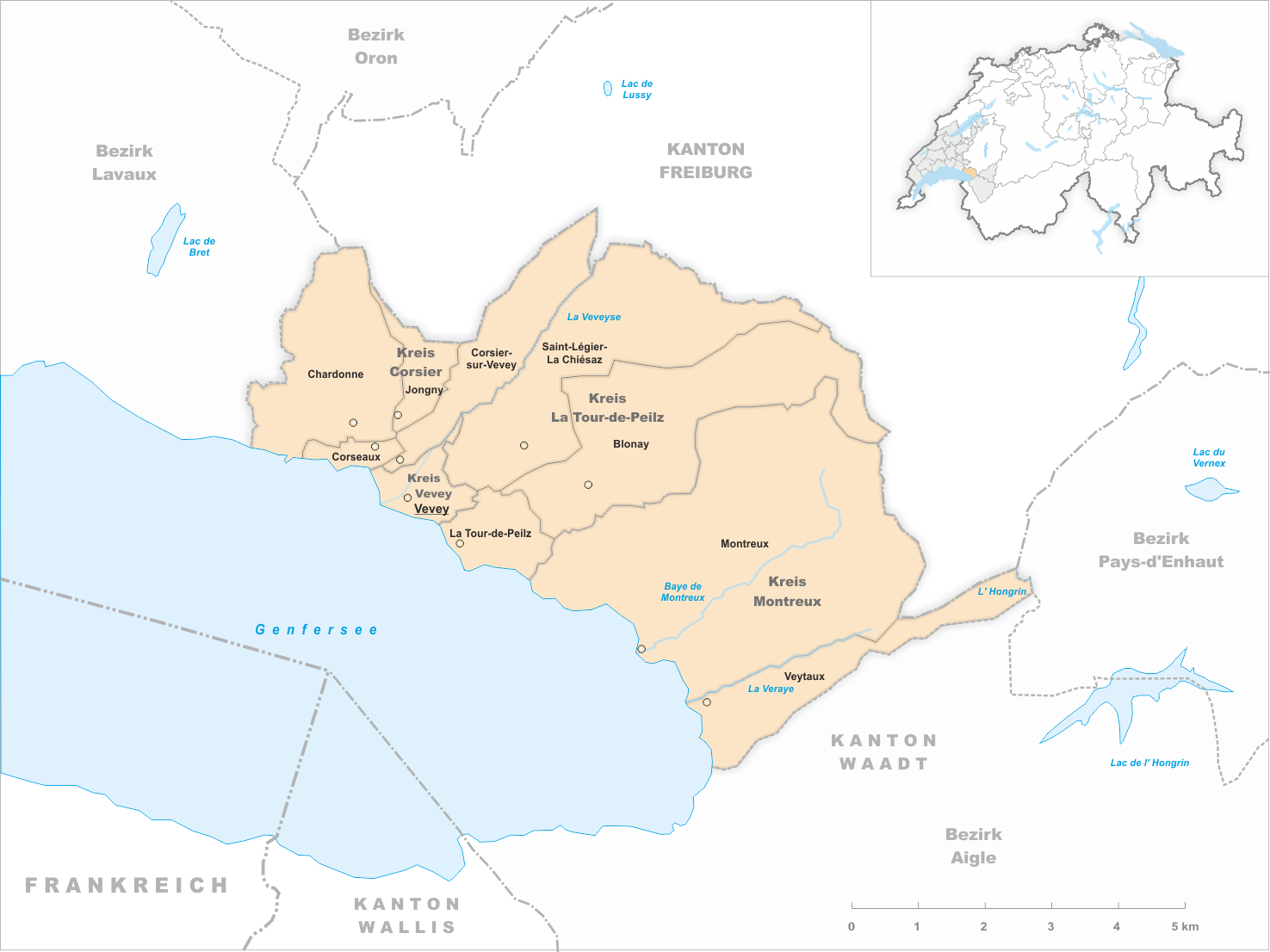
Gemeinden bis 2006

- 1. Januar 1953: Namensänderung von Corsier VD → Corsier-sur-Vevey
- 1. Januar 1953: Namensänderung von Le Châtelard Montreux → Montreux-Châtelard
- 1. Januar 1953: Namensänderung von Les Blanches → Montreux-Planches
- 1. Januar 1962: Fusion Montreux-Châtelard und Montreux-Planches → Montreux
- 1. September 2006: Bezirkswechsel aller Gemeinden des Bezirks Vevey → Bezirk Riviera-Pays-d’Enhaut